# Servacij
Servacij je moško osebno ime.

## Različice imena
V Sloveniji je Servacij  unikatno ime, ki je dandanes zapisano samo še v koledarju, zato tudi ni izpeljank iz tega imena.

## Tujejezikovne različice imena
- pri Francozih: Servais
- pri Nemcih: Servatius, skrajšano Zerves, Zirves, Vaaz, Vaes
- pri Nizozemci: Servaas

## Izvor imena
Ime Servacij izhaja iz latinskega imena Servatius, ki se povezuje z latinskin glagolom servo, ki pomeni »čuvati, varovati, rešiti«.

## Pogostost imena
Po podatkih Statističnega urada Republike Slovenije na dan 31. decembra 2007 v Sloveniji ni bilo moških oseb z imenom Servacij ali pa je bilo to število manjše od 5.

## Izbor svetniškega imena
Servacij je bilo ime škofu in svetniku Tongernu v Belgiji, ki je umrl leta 384. God praznuje 13. maja.

## Imena cerkva
Ime cerkvi sv. Servacija je v Sovčah (nem. Seltschach) pri Podkloštru v spodnji Ziljski dolini, ki je bila postavljena leta 1558.

## Zanimivost
Servacij je drugi iz trojice »ledenih mož« za Pankracijem in pred Bonifacijem, ki po ljudskem vremeskem koledarju prinašajo hlad in dež. Velja za zavetnika proti slani, mišim in revmatizmu, ter je zavetnik hromih.

## Ljudski pregovori
- Po svetem Servati se mraza ni bati[4]
- Sveti Pankracij, Servacij in Bonifacij so ledeni vsi. Če prej slane ni bilo, tudi pozneje ne bo mrzlo.